# Nhĩ cán vàng phương nam
Nhĩ cán vàng phương nam (danh pháp khoa học: Utricularia australis), là một loài thực vật có hoa sống lâu năm thuộc chi Utricularia họ Lentibulariaceae. Nó là loài nhĩ cán thủy sinh phổ biến và phân bố rộng lớn tại châu Âu, nhiệt đới và ôn đới châu Á gồm cả Trung Quốc và Nhật Bản), châu Phi đại lục, Australia, đảo bắc của New Zealand.
Tên định danh loài "australis" là từ trong tiếng Latinh để chỉ "phương nam" và phản ánh một thực tế là loài này được phát hiện và mô tả năm 1810 từ mẫu vật thu hái từ Australia.

## Mô tả
Loài thực vật thủy sinh lâu năm. Căn trạng dài 1–2 cm. Thân dài đến 50 cm. Lá nhiều, dài 1,5–4 cm, chia hai rồi chia nhánh lông chim, bìa có ít lông. Túi 1–2 mm, có cọng ngắn, miệng có tơ. Phát hoa đứng, dài đến 40 cm, lá hoa 3–5 mm, cọng 1,5-2,5 cm; vành vàng dài 15 cm. Quả nang hình cầu đường kính 3–4 mm, có thể chẻ vòng quanh. Hạt hình lăng trụ, 0,5-0,6 × 0,5-0,7 mm, 4-6 góc, có cánh hẹp ở mọi góc; áo hạt với các hình mắt lưới nhỏ hơi thuôn dài dễ thấy. Bộ nhiễm sắc thể 2n = 40, 44. Ra hoa tháng 6-11, kết quả tháng 7-12.

## Thư viện ảnh

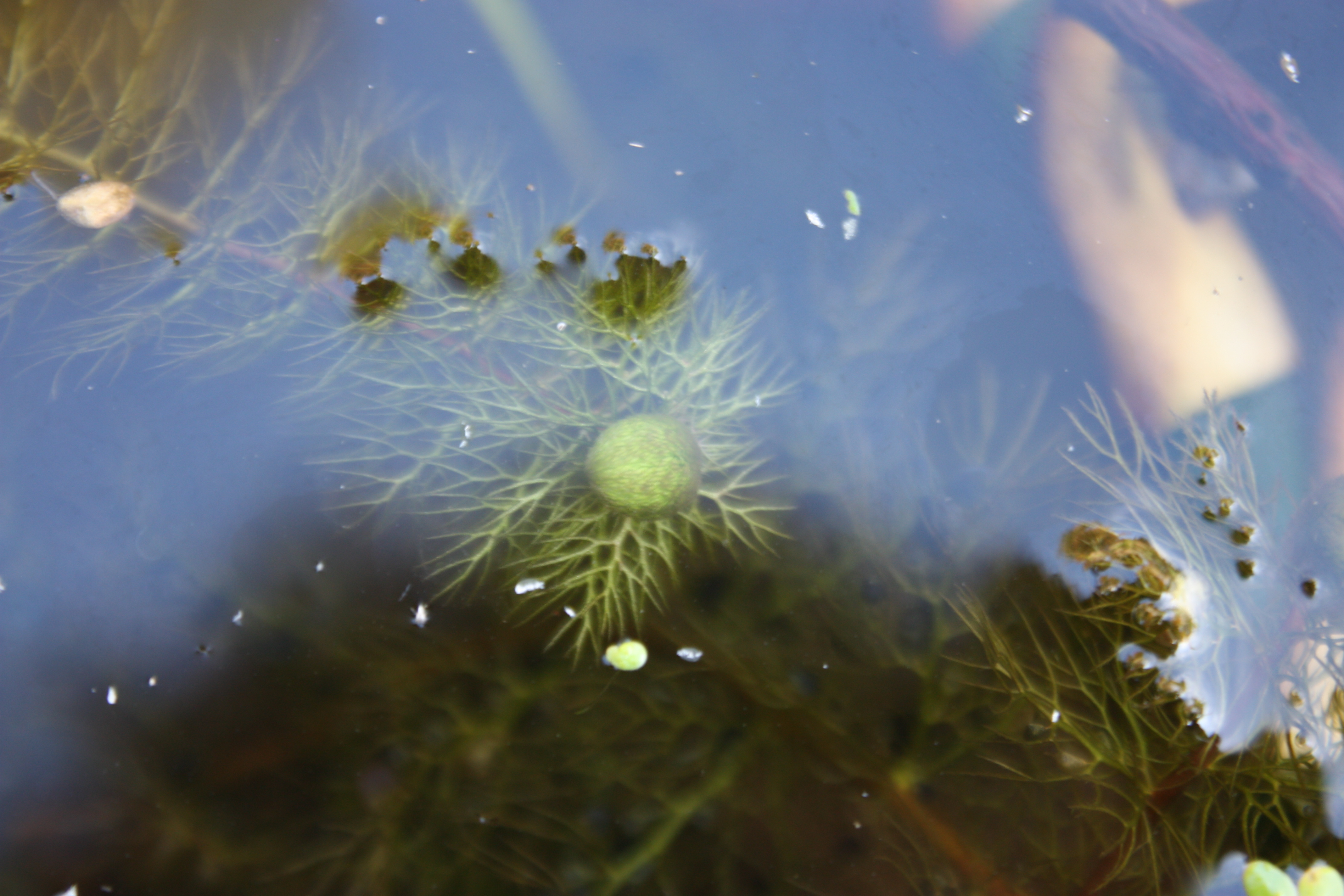
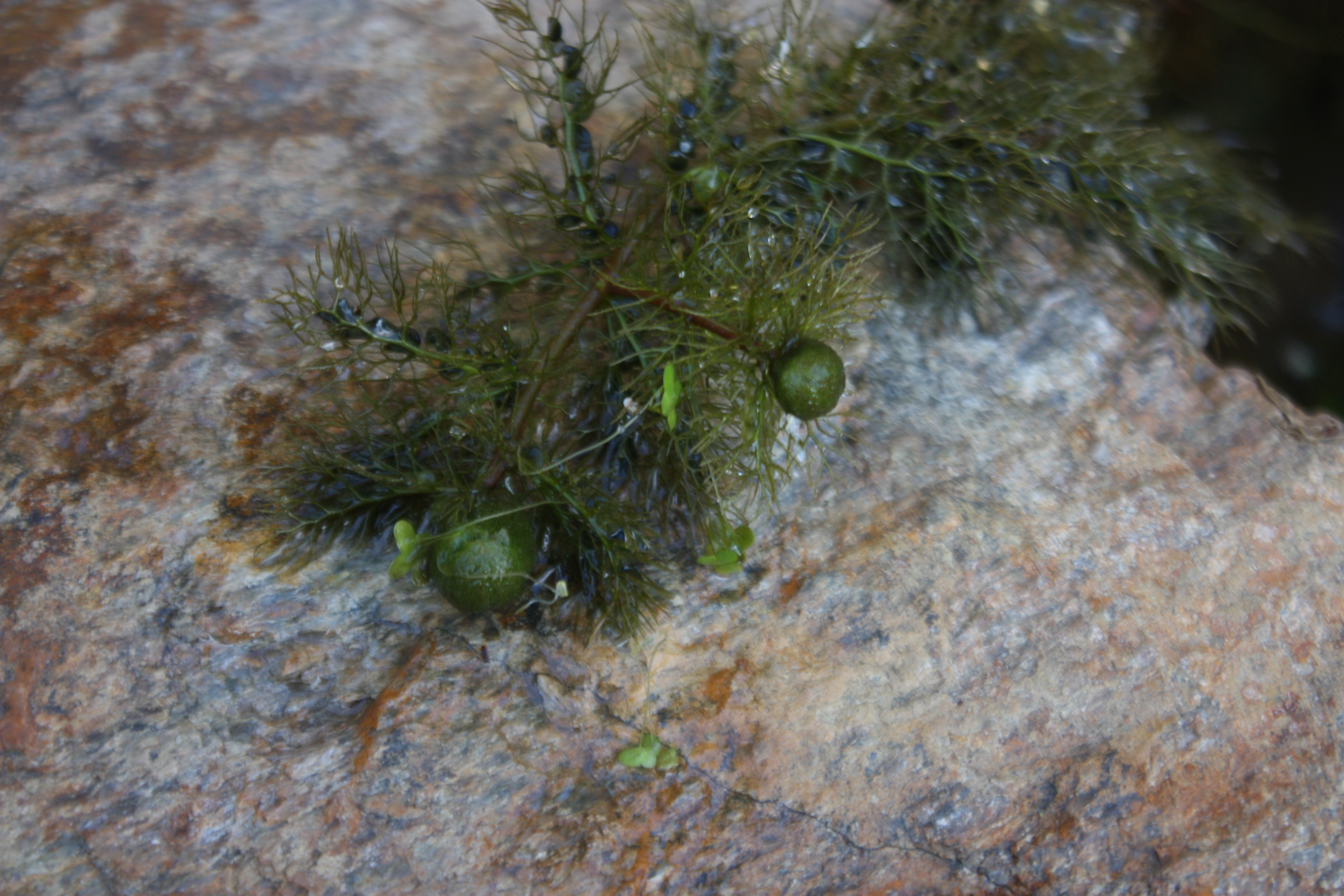
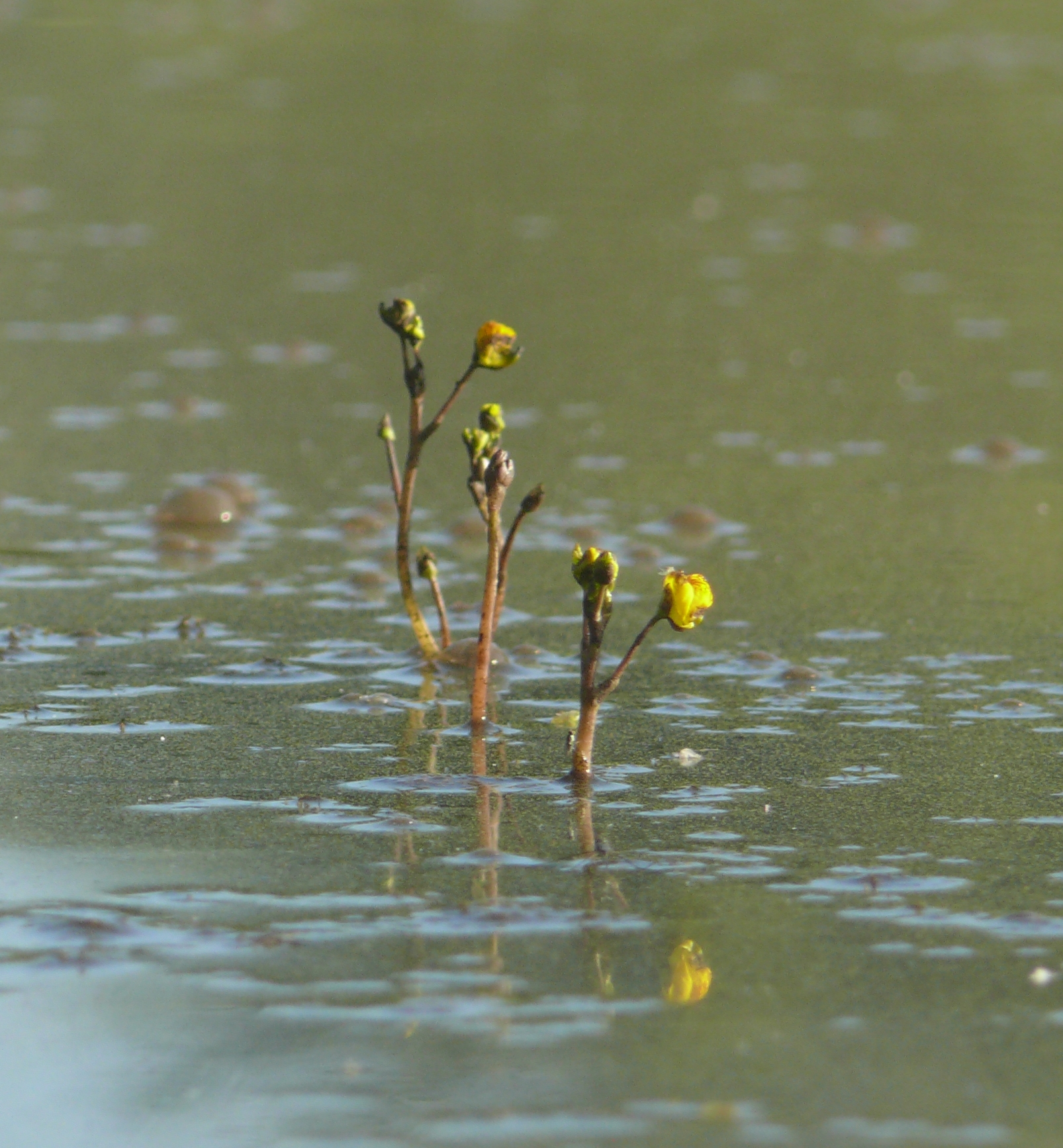
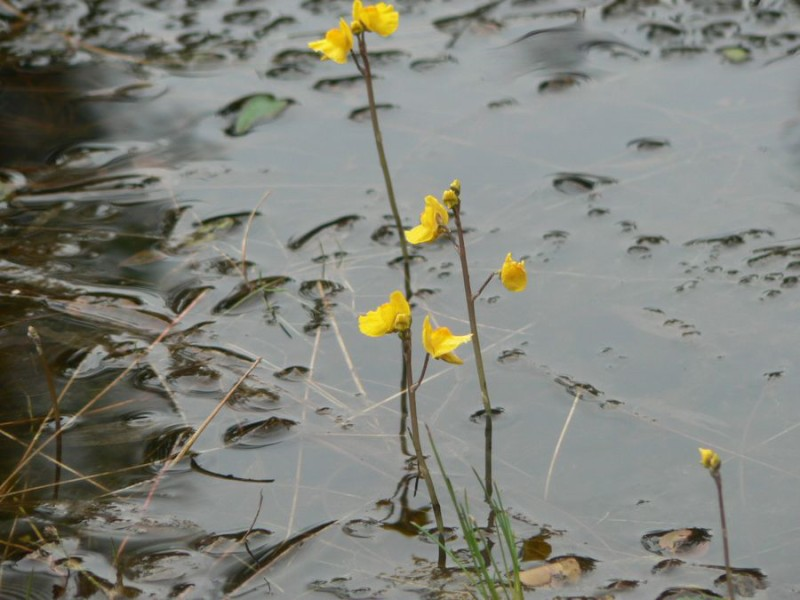
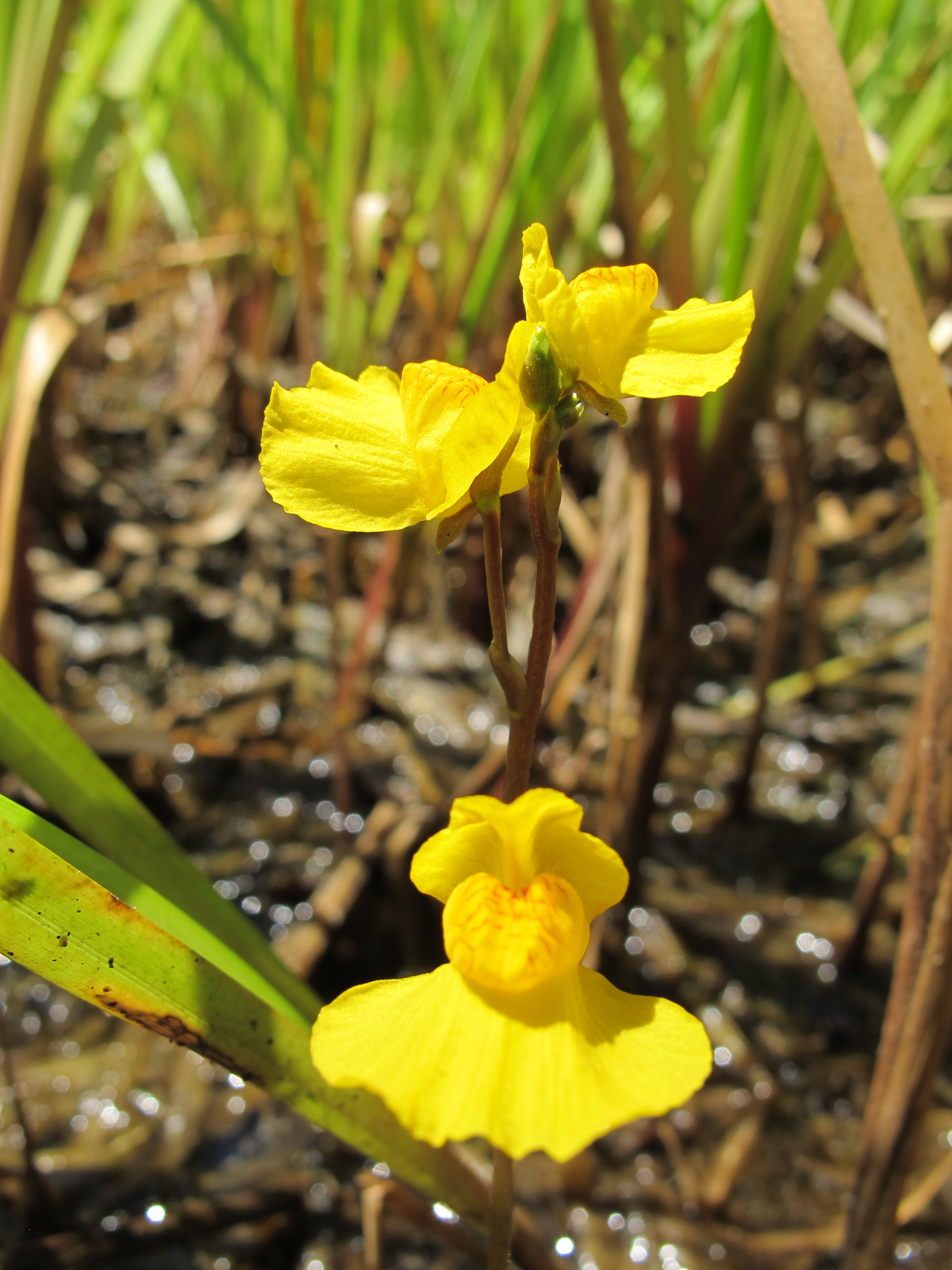
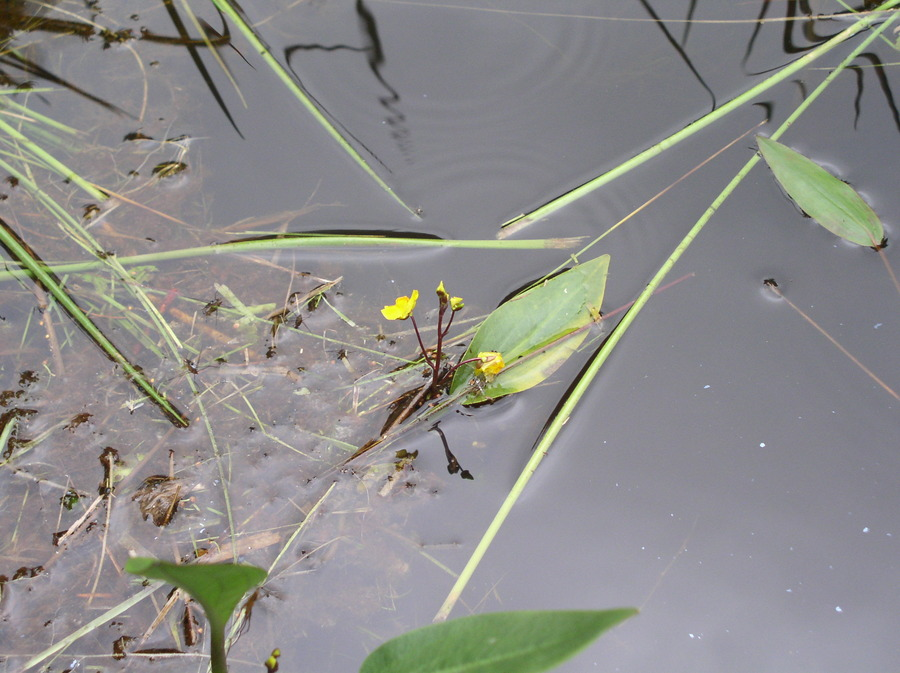